# Avon Championships of Houston 1981
L'Avon Championships of Houston 1981 è stato un torneo di tennis giocato sul sintetico indoor. È stata l'11ª edizione del torneo, che fa parte del WTA Tour 1981. Si è giocato al Westside Tennis Club di Houston negli USA dal 16 al 22 febbraio 1981.

## Campionesse

### Singolare
Hana Mandlíková ha battuto in finale  Bettina Bunge con il punteggio di 6–4, 6–4

### Doppio
Sue Barker /  Ann Kiyomura hanno battuto in finale  Regina Maršíková /  Mary Lou Daniels con il punteggio di 5–7, 6–4, 6–3